# 维诺赫拉多韦市镇
维诺赫拉多韦乡级市镇（烏克蘭語：Виноградівська сільська громада），是乌克兰赫尔松州赫尔松区的一个市镇，行政中心为维诺赫拉多韦。市镇面积为362.36平方公里，人口数量为12,429人（2017年）。

## 聚居点
该市镇包括一个市级镇（布里利夫卡）和6个村庄。村庄列表如下：
- 维诺赫拉多韦
- 克利内
- 米爾內
- 普里維特內
- 里德內
- 塔拉西夫卡